# Хутор Охотники
Хутор Охотники — деревня в составе Большекоровинского сельского поселения Захаровского района Рязанской области. Расположена на правом берегу реки Вожа. Первое упоминание относится к 1862 году.
Своё название деревня получила из-за переселенцев, которых назвали охотниками, согласившихся переселиться в данную местность. Про переселения бытует две версии. По одной из них, после отмены крепостного права две семьи из сельца Рыбкина(по другой версии из д. Надеждино) получили в данной местности наделы земли (хутор), по другой один из владельцев, владения которого располагались севернее реки Вожи, предложил крестьянам, проживавшим на левом берегу реки, переселиться к нему, выделив соответствующие земельные наделы.
В 30-е годы XX века жители деревни создали колхоз «За темпы», просуществовавший до 60-х годов. В колхозе было несколько амбаров, пожарная часть, пасека. В результате реформ Хрущёва по укреплению колхозов, «За темпы» влились в колхоз «Прогресс», который просуществовал до начала 90-х годов XX века и был преобразован в ЗАО «Новый век», просуществовавший до 2003 года.
В настоящее время в деревне насчитывается 30 дворов.

## Население
| 2010 | 2023 |
| ---- | ---- |
| 11   | ↘10  |